# 高岡ダム
高岡ダム（たかおかダム）は、宮崎県宮崎市・都城市 、一級河川・大淀川水系大淀川に建設されたダムである。

## 概要
九州電力が管理する高さ38.9メートルの重力式コンクリートダム。戦前の工場用電力として、大淀川水力電気が1927年に着工、1931年に竣工。同時に竣工し、当時最大出力3万キロワットと当時九州最大の水力発電所であった大淀川第二発電所に送水を開始した。現在は、揚水発電用の大淀川第二調整池ダムと連動し、当ダムからの水量と発電量を調整している。